# Chamaedorea pittieri
Chamaedorea pittieri är en enhjärtbladig växtart som beskrevs av Liberty Hyde Bailey. Chamaedorea pittieri ingår i släktet Chamaedorea och familjen Arecaceae. Inga underarter finns listade i Catalogue of Life.